# Френк Веслі
Френк Веслі (англ. Frank Wesley, 1923—2002) — індійсько-австралійський художник.

## Біографія
Веслі народився в Азамгарху, штат Уттар-Прадеш, у сім'ї п'ятого покоління християн, яка мала індуїстське та мусульманське коріння. Він вивчав живопис у Лакхнауському інституті мистецтв і ремесел, де також продовжив навчання в аспірантурі та працював викладачем. З 1954 по 1958 роки Веслі навчався в коледжі образотворчих мистецтв у Кіото, Японія, де вивчав давнє мистецтво, зокрема техніку друку на дерев'яних блоках.
Після двох років навчання (1958—1960) в Чиказькому художньому інституті в США, Веслі повернувся до Індії. У 1973 році він переїхав до Австралії, оселившись у місті Намбур, штат Квінсленд, де й прожив решту свого життя. Веслі помер у 2002 році.

## Робота
Веслі належав до Лакхнауської школи живопису, і його роботи відображали вплив як цієї школи, так і школи живопису Чугтай, яка процвітала в Індії на межі століть. Його творчість охоплювала як біблійні, так і світські теми. Веслі працював у різних техніках, таких як акварель, олійний живопис, мініатюра та різьба по дереву.
Картина Веслі «Блакитна Мадонна» була обрана для першої різдвяної листівки ЮНІСЕФ, а п'ять його робіт були представлені на виставці Святого Року 1950 року у Ватикані. Крім того, він здобув визнання за створення похоронної урни для праху Махатми Ганді.
Наомі Рей опублікувала книгу 1993 року під назвою «Френк Веслі: Дослідження віри за допомогою пензля» про свою християнську діяльність.